# Скала невест (опера)
«Скала невест» (азерб. Gəlin qayası) — опера, написанная в 1972 году азербайджанским композитором Шафигой Ахундовой на либретто Искендера Джошгуна по мотивам одноимённой повести азербайджанского писателя Сулеймана Рагимова. Это первая опера на Востоке, написанная женщиной.

## История
Изначально Шафига Ахундова написала музыку для радиопьесы «Скала невест». В этой музыке особо популярна была песня «Мелодии сердца». Автор повести Сулейман Рагимов предложил композитору написать оперу. Так была создана опера «Скала невест». В этой опере Ахундовой, продолжившей традиции мугамной оперы, были использованы мугамы. В 1972 году опера была поставлена на сцене Азербайджанского государственного театра оперы и балета в Баку. После опер Узеира Гаджибекова и Муслима Магомаева, опера «Скала невест» стала первой оперой, насыщенной устными традициями мугамных опер.
27 апреля 1974 года состоялась новая постановка оперы на либретто Агакиши Казимова.